# Пьер де Вершен
Пьер де Вершен (фр. Pierre de Werchin; ок. 1500—1556/1557 — государственный деятель Габсбургских Нидерландов, губернатор Люксембурга.

## Биография
Последний мужской представитель прославленного геннегауского дома де Вершен (Барбансон-Вершен), сын Никола де Вершена (ок. 1470—1513), барона де Сизуана, и Иоланды де Люксембург. В 1515 году наследовал своему старшему брату Антуану, как барон де Вершен и Сизуан, и владетель многочисленных сеньорий своего дома, наследственный сенешаль Эно, первый бер (барон) Фландрии, а в 1534 году — матери, как сеньор де Рубе, Эрзель, Васкеаль.
Камергер императора Карла V, Пьер де Вершен участвовал в осаде Теруана, где был взят в плен французами во время вылазки (сеньором де Кани, заместителем герцога Вандомского). Был обменян на сеньора де Пиенна, взятого в плен в битве при Гинегате.
7 декабря 1541 назначен губернатором Люксембурга и Намюра, на место Антуана де Глима, маркиза де Берга, и временного губернатора барона Тьерри де Бранденбурга. В должность губернатора Намюра вступил 7 февраля 1542. Взял себе заместителем Жана де Вершена.
В 1545 году его преемником на обоих постах стал граф фон Мансфельд.
В 1546 году на капитуле в Утрехте был принят в рыцари ордена Золотого руна.
В 1555 году назначен губернатором Турне. Ревностный католик, барон де Вершен был непримиримым врагом сектантов, двоих из которых сжег: некоего Пьера Брюли, проповедовавшего в Турне втайне по ночам, но не избежавшего ареста, и в декабре 1555 содержателя гостиницы в том же Турне Бертрана Лебласа, за попытку вырвать гостию из рук священника.
Пьер де Вершен заказал известному геральдисту и генеалогу Жаку Лебуку, герольду императора, иллюминированный манускрипт, озаглавленный «Антверпенский Триумф» и «Триумф Золотого руна» (Le triomphe d’Anvers faici pour la noble festes de la Thoyson d’Or), датированный 10 марта 1555 года, и содержащий описания орденских церемоний.
Вложив средства в модернизацию ткацких мануфактур Рубе, и добившись от суверена привилегии, позволявшей жителям Рубе «обивать материей и производить сукно из любой шерсти», барон де Вершен способствовал подъему местной текстильной отрасли, благодаря его усилиям впервые вышедшей из тени более известных лилльских производителей.
Умер в 1556 или 1557 году, и был погребен в церкви картезианцев в Шерке, близ Турне. В 1566 году кальвинисты Турне, не простившие губернатору преследований их секты, вытащили его останки из церкви, и после осквернения выбросили их в Шельду.

## Семья

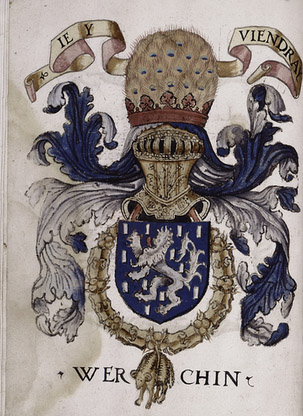
Герб Пьера де Вершена. «Антверпенский Триумф», 1555

Жена (после 1520): Элен де Вержи (ум. после 1556), дочь Гийома IV де Вержи, сеньора де Шамплит и Сен-Дизье, маршала и сенешаля Бургундии, и Анны де Рошешуар
Дети:
- Иоланта де Вершен-Барбансон (ум. 16.05.1593), маркиза де Рубе, дама де Вершен, Валинкур, Ле-Бьес, Ла-Лонгвиль, Сизуан, Эрзель, Рисбур, и прочее, одна из самых богатых и блестящих невест своего времени. Муж (контракт 3.10.1545): Юг де Мелён (ум. 1553), принц д’Эпинуа
- Шарлотта де Вершен-Барбансон (ум. 1571), дама де Жёмон и Понтатраве. Муж 1): Шарль де Энен-Льетар (ум. 1560); 2): Максимильен де Энен-Льетар, граф де Буссю (ум. 1578)

Из-за отсутствия мужского потомства владения дома Вершен-Барбансон перешли к семейству де Мелён.